# 128607 Richhund
128607 Richhund este o planetă minoră (asteroid) din centura de asteroizi. A fost descoperită pe 20 august 2004 la Catalina Station⁠(d) de Catalina Sky Survey. 
Obiectul prezintă o orbită caracterizată de o semiaxă mare de 2,3033720677593 UAi, o excentricitate de 0,12, o înclinație de 2 ° în raport cu ecliptica.